# Оселедцеві (родина)
Оселедцеві (Clupeidae) — родина риб ряду оселедцеподібних (Clupeiformes). Нараховують понад 50 родів та понад 200 видів.

## Опис
Невеликі риби, розмірами від 2 см і дуже рідко — понад 50 см, тільки деякі прохідні оселедці мають розміри 75 см. Тіло витягнуте, стиснуте з боків. Спинний плавець один, розташований в середній частині спини. Луска циклоїдна. Дуже характерна відсутність прободних лусок бічної лінії на тілі, їх може бути тільки від 2 до 5 відразу за головою. У багатьох видів на череві є киль з загострених лусок. Зуби маленькі або відсутні. Плавальний міхур з'єднується каналом зі шлунком, а від переднього кінця міхура відходять два відростки, які заходять у вушні капсули черепа. Риби мають верхні та нижні міжм'язові кісточки. Забарвлення черева та боків сріблясте, спина темна.

## Поширення
Широко розповсюджені від субантарктики до Арктики, при цьому кількість родів та видів значна у тропічних водах, трохи менша у помірних, а в холодних трапляються одиничні види. Майже всі види живуть в океанах, лише деякі — у прісній воді. В Україні представники родини проживають у Чорному та Азовському морях, пониззях річок.

## Спосіб життя
Оселедцеві — зграйні пелагічні риби, більша частина видів — морські, деякі прохідні, прісноводних видів дуже мало. Це сильні, швидкі плавці. Основу раціону складає зоопланктон, крім того оселедцеві живляться фітопланктоном, і мальками риб. Морські види можуть здійснювати кормові міграції.

## Практичне значення
Оселедцеві мають дуже важливе промислове значення. Представники родини складають до 20% світового вилову риби. Мають дуже ніжне на смак та жирне м'ясо. У продаж потрапляють зазвичай у солоному, свіжозамороженому вигляді або у вигляді консервів. Також оселедцеві вживаються у копченому, смаженому, маринованому вигляді. В Україні велике значення як об'єкти промислу мають тюлька звичайна та оселедець чорноморський.

## Систематика

### Перелік родів
- Підродина Clupeinae
  - Clupea
  - Ethmidium
  - Hyperlophus
  - Potamalosa
  - Ramnogaster
  - Sprattus
  - Strangomera
- Підродина Alosinae
  - Alosa
  - Brevoortia
  - Sardina
  - Sardinops
- Підродина Dorosomatinae
  - Amblygaster
  - Anodontostoma
  - Clupanodon
  - Congothrissa
  - Dorosoma
  - Escualosa
  - Ethmalosa
  - Gonialosa
  - Gudusia
  - Harengula
  - Herklotsichthys
  - Hilsa
  - Konosirus
  - Laeviscutella
  - Lile
  - Limnothrissa
  - Microthrissa
  - Nannothrissa
  - Nematalosa
  - Odaxothrissa
  - Opisthonema
  - Pellonula
  - Platanichthys
  - Potamothrissa
  - Rhinosardinia
  - Sardinella
  - Sierrathrissa
  - Stolothrissa
  - Tenualosa
  - Thrattidion
- Підродина Ehiravinae
  - Clupeichthys
  - Clupeoides
  - Clupeonella
  - Corica
  - Dayella
  - Ehirava
  - Gilchristella
  - Minyclupeoides
  - Sauvagella
  - Spratellomorpha
  - Sundasalanx

Роди, що раніше зараховувались до родини Оселедцевих, а тепер належать до інших родин:
- Родина Dussumieriidae
  - Dussumieria
  - Etrumeus
- Родина Pristigasteridae
  - Ilisha
  - Neoopisthopterus
  - Pellona
- Родина Spratelloididae
  - Jenkinsia
  - Spratelloides